# یواس‌اس اکتانس (ای‌اف-۲۶)
یواس‌اس اکتانس (ای‌اف-۲۶) (به انگلیسی: USS Octans (AF-26)) یک کشتی بود که طول آن ۴۴۰ فوت (۱۳۰ متر) بود. این کشتی در سال ۱۹۱۷ ساخته شد.